# Іст-Норвіч (Нью-Йорк)
Іст-Норвіч (англ. East Norwich) — переписна місцевість (CDP) в США, в окрузі Нассау штату Нью-Йорк. Населення — 2792 особи (2020).

## Географія
Іст-Норвіч розташований за координатами 40°50′58″ пн. ш. 73°31′44″ зх. д. / 40.84944° пн. ш. 73.52889° зх. д. (40.849552, -73.528864).  За даними Бюро перепису населення США в 2010 році переписна місцевість мала площу 2,71 км², уся площа — суходіл.

## Демографія
Згідно з переписом 2010 року, у переписній місцевості мешкало 2709 осіб у 943 домогосподарствах у складі 772 родин. Густота населення становила 999 осіб/км².  Було 966 помешкань (356/км²).
Расовий склад населення:
| - 93,5 % — білих - 3,5 % — азіатів - 0,8 % — чорних або афроамериканців - 1,1 % — осіб інших рас |

До двох чи більше рас належало 1,1 %. Частка іспаномовних становила 4,4 % від усіх жителів.
За віковим діапазоном населення розподілялося таким чином: 25,4 % — особи молодші 18 років, 58,7 % — особи у віці 18—64 років, 15,9 % — особи у віці 65 років та старші. Медіана віку мешканця становила 43,5 року. На 100 осіб жіночої статі у переписній місцевості припадало 91,6 чоловіків;  на 100 жінок у віці від 18 років та старших — 88,0 чоловіків також старших 18 років.
Середній дохід на одне домашнє господарство  становив 178 346 доларів США (медіана — 134 309), а середній дохід на одну сім'ю — 201 914 долари (медіана — 159 890). За межею бідності перебувало 4,0 % осіб, у тому числі 5,8 % дітей у віці до 18 років та 1,1 % осіб у віці 65 років та старших.
Цивільне працевлаштоване населення становило 1348 осіб. Основні галузі зайнятості: освіта, охорона здоров'я та соціальна допомога — 30,0 %, науковці, спеціалісти, менеджери — 23,4 %, фінанси, страхування та нерухомість — 10,2 %, роздрібна торгівля — 6,8 %.